# Karl Kaufmann
Pour les articles homonymes, voir Kaufmann.
Karl Kaufmann, né le 10 octobre 1900 à Krefeld et mort le 4 décembre 1969 à Hambourg, est un homme politique allemand, Gauleiter nazi à Hambourg.

## Biographie

### Carrière sous le régime nazi

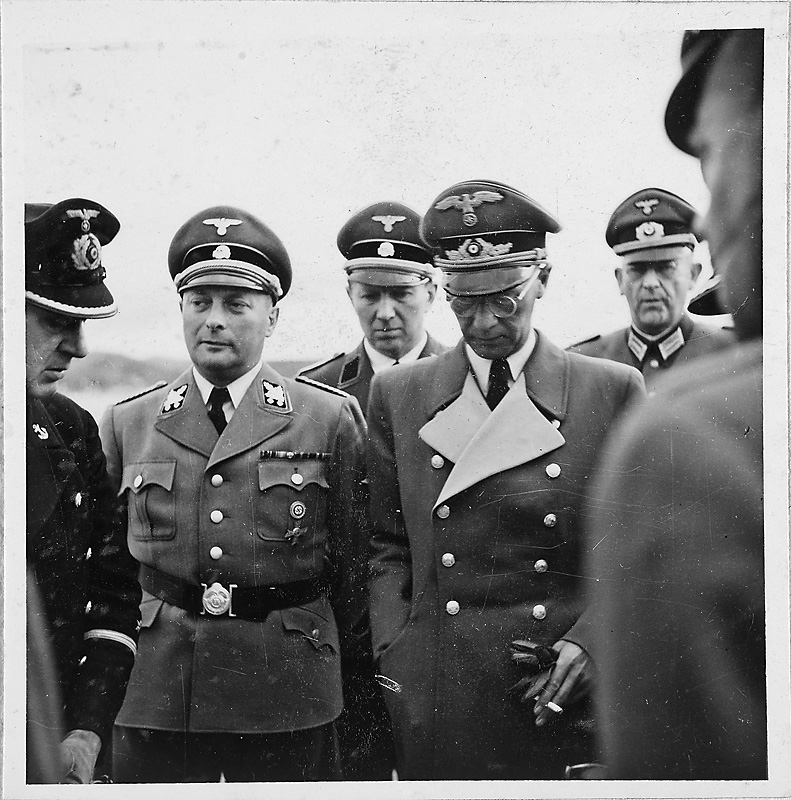
Le Gauleiter, Reichsstatthalter et SS-Obergruppenführer Karl Kaufmann (à gauche) visitant la Norvège en juillet 1942 en tant que Reichskommissar für die deutsche Seefahrt (RKS). Josef Terboven, Reichskommissar pour la Norvège pendant l'occupation de la Norvège par l'Allemagne nazie (1940–1945), à sa gauche.
Photo : Archives nationales de Norvège.

Adhérent du NSDAP en 1921, adhérant de nouveau à ce parti après sa refondation en 1925, il devient rapidement une des personnes les plus appréciées d'Hitler. 
Il est nommé Gauleiter de la Ruhr en 1925-1926, puis Gauleiter de Hambourg en 1928, un poste auquel il se maintient jusqu'en 1945. Après l'arrivée au pouvoir d'Hitler en 1933, Kaufmann est désigné Reichsstatthalter (gouverneur du Reich) de Hambourg avec un pouvoir absolu. Une de ses premières décisions fut de donner la direction de la prison municipale de Fuhlsbüttel aux SA et aux SS, qui devint rapidement le noyau fondateur de la célèbre Kola-Fu, annexe du camp de concentration nazi de Neuengamme.
En septembre 1941, alors que de nombreuses personnes se sont retrouvées à la rue en raison du bombardement allié de Hambourg, Kaufmann présente une requête à Hitler pour qu'il l'autorise à déporter les Juifs locaux, de façon à confisquer leur logement pour y installer les sans-abri. Adolf Hitler y répond favorablement très vite, conférant ainsi à Kaufmann le douteux honneur d'être le premier dirigeant nazi à déporter des Juifs allemands, dans ce cas vers le ghetto de Łódź, en Pologne.

## Après guerre
Arrêté le lendemain de la reddition des troupes allemandes de  de Hambourg aux forces britanniques en mai 1945, il est victime d'un grave accident de voiture et sévèrement blessé à la tête lors de son transfert à Nuremberg, nécessitant une longue hospitalisation. Il est ensuite envoyé dans un camp d'internement. En avril 1946, il témoigne devant le tribunal britannique des crimes de guerre qui investigue sur le naufrage du Cap Arcona qui avait provoqué la mort de 7 500 prisonniers de camp de concentration. Il est plus tard condamné à 14 mois d'emprisonnement pour crimes de guerre par un tribunal militaire britannique mais libéré le 22 avril 1949 pour raisons de santé, liées à son ancienne blessure à la tête. Il rejoint une fraternité d'extrême-droite, organisation clandestine regroupant d'anciens nazis. Il est de nouveau arrêté le 3 août 1950 mais relâché le 18 novembre. Dans le processus de dénazification mené par les Alliés, il est classé dans le groupe III (délinquant mineur). Il est de nouveau impliqué dans une activité politique néo-nazie comme membre du Cercle Naumann, formé autour de  Werner Naumann, ancien secrétaire d'État au ministère de la Propagande du Reich. Ce groupe essaya d'infiltrer les partis politiques d'Allemagne de l'Ouest. Sous surveillance des services secrets britanniques, Nauman et les autres furent arrêtés les 15 et 16 janvier 1953. Le 29 mars 1953, Kaufmann est libéré d'un hôpital militaire britannique à Iserlohn. À partir de 1959, il travailla comme partenaire au sein d'une compagnie d'assurance puis plus tard comme copropriétaire d'une usine chimique. Il résida à Hambourg jusqu'à sa mort le 4 décembre 1969 à 69 ans.